# Prosopografia
La prosopografia —etimològicament, del grec prosopo i grafia— és la descripció física d'una persona, com a recurs biogràfic literari, o bé l'estudi col·lectiu biogràfic per part d'historiadors; és la investigació de les característiques comunes d'un grup històric en què les biografies individuals poden ser gairebé impossibles d'esbrinar. El mètode científic, en estudis històrics, barreja elements de sociologia històrica i de genealogia. Fa una anàlisi col·lectiva de les vides del grup, del nivell educatiu o de l'ofici, entre d'altres, amb l'objectiu d'aprendre sobre els patrons de les relacions i activitats; així, recull i analitza quantitats estadísticament rellevants de les dades biogràfiques sobre un grup ben definit d'individus.